# Consolida halophila
Consolida halophila är en ranunkelväxtart som först beskrevs av Ernst Huth, och fick sitt nu gällande namn av Philip Alexander Munz. Consolida halophila ingår i släktet åkerriddarsporrar, och familjen ranunkelväxter. Inga underarter finns listade i Catalogue of Life.